# Hra o trůny (seriál)
Hra o trůny (v anglickém originále Game of Thrones) je americký fantasy dramatický seriál kabelové televize HBO. Jeho tvůrci jsou David Benioff a D. B. Weiss. Předlohou je populární, dosud nedokončená fantasy sága Píseň ledu a ohně spisovatele George R. R. Martina, který se na seriálu rovněž podílel. Seriál je pojmenován podle první knihy v sérii.
Seriál se natáčí v Titanic Studios v Belfastu, dále pak po celém Severním Irsku, v Chorvatsku, na Islandu, na Maltě, v Maroku, ve Španělsku, ve Skotsku a v USA. Seriál měl celosvětovou premiéru dne 17. dubna 2011, kdy byl vysílán v USA na kanálu HBO. Šestá řada seriálu se v USA vysílala 26. června 2016. Sedmá řada, která obsahuje 7 dílů, byla premiérově vysílána na HBO od 16. července 2017 do 27. srpna 2017. Seriál skončil osmou řadou, kterou tvoří šest dílů, v roce 2019.
Děj seriálu se odehrává na fiktivních kontinentech Západozemí a Essos a je složen z několika zápletek s mnoha hlavními postavami. První zápletkou jsou boje mezi znepřátelenými rody o Železný trůn Sedmi království, které se nachází na prakticky celém Západozemí. Do těchto bojů se postupně zapojují i rody toužící po nezávislosti na království. Další zápletkou pak je snaha jednoho z velkých rodů (rod Targaryenů), jehož poslední členové se aktuálně nacházejí ve vyhnanství mimo území království, tedy v Essosu, dobýt trůn, který dříve drželi pro svůj rod. Další velkou zápletkou je příchod zimy a s ní i příchod nemrtvých, Bílých chodců a jejich Nočního krále.
Seriál za svou existenci přilákal nejvíce diváků v historii HBO a má tak velmi širokou diváckou a fanouškovskou základnu, jak v USA, tak po celém světě. Seriál je dobře vnímán i kritiky, nejvíce je pak ceněný díky hereckým výkonům, komplexnosti postav, ději, zaměření a podobně. Hůře je pak kritikou vnímána často zobrazovaná nahota, sexuální násilí a násilí obecně, některé zdroje pak tento seriál považují za pornografický. Seriál vyhrál celkem 38 cen Emmy.

## Příběh
Seriál sleduje propletené osudy mnoha postav a rodů, především čestných Starků, bohatých Lannisterů, vládnoucích Baratheonů a z trůnu svržených Targaryenů.

### Ned Robertovým pobočníkem
Děj se odehrává na dvou kontinentech - Západozemí a východním Essosu. Na Essosu se vyskytují mocné městské státy a různé civilizace včetně Dothraků, válečnických jezdců z širých plání. Za vůdce jednoho z klanů se provdá Daenerys Targaryen, dcera krále Západozemí, kterého před šestnácti lety svrhli a zabili vzbouřenci, které vedl Robert Baratheon a Ned Stark.
Robert nyní v Západozemí vládne říši zvané Sedm království; správcem nejsevernějšího z nich je Ned Stark. Když je Robertův pobočník záhadně zavražděn, král Robert přemluví Neda, aby se vydal na jih a stal se jeho novým pobočníkem, tj. nejmocnějším z jeho zástupců. 
Ned přijme a odhalí mnoho intrik a též pravdu o nemanželských dětech Roberta i jeho ženy Cersei Lannister; proto se Cersei a její nemanželský syn Joffrey postarají o smrt Roberta i Neda a zmocní se trůnu.

### Válka pěti králů
Druhá a třetí sezóna líčí události zvané Válka pěti králů: Joffreyho, Stannise, Renleyho, Robba a Balona. 
Po smrti Roberta si trůn, kde nyní vládne krutý pubertální Joffrey, nárokují oba Robertovi bratři: tvrdý, leč spravedlivý Stannis a charismatický Renley, miláček davů. Stannis nechá zabít Renleyho a pluje dobýt hlavní město, kterému však na poslední chvíli přispěchá na pomoc jízda lorda Tywina, hlavy bohatého rodu Lannisterů.
Mezitím Nedův nejstarší syn Robb Stark svolá své vazaly a s vojskem táhne na jih do hlavního města osvobodit z rukou Lannisterů své dvě sestry, které doprovázely Neda. Jako schopný stratég dosáhne nad Lannistery řady vítězství a do zajetí mu padne i zkušený bojovník, arogantní Jaime Lannister, Tywinův starší syn a dědic. Ten v seriálu vykoná mnoho podlých i ušlechtilých činů. 
Mnozí seveřané jej nenávidí, useknou mu ruku a žádají jeho smrt. Robbova moudrá matka Catelyn Stark vidí, že by se nedožil rána a že je cenný jako rukojmí pro výměnu za Robbovy sestry držené Lannistery. Pošle proto neohroženou šermířku Brienne, aby jej eskortovala do hlavního města a vyjednala výměnu. Během náročného putování vztah Jaimeho a Brienne přeroste v hluboký respekt mezi dvěma válečníky.
Odchodu severských vojsk na jih využije Robbův vazal Balon Greyjoy, vládce tvrdých námořníků z Železných ostrovů, k pokusu o vzpouru a dobyvačnou válku. Jeho syn Theon Greyjoy je zmítán mezi věrností Starkům, kteří jej vychovali, a Greyjoyům. Proti otcově vůli dobude Zimohrad, sídlo Starků, ovšem po čase je zajat záludným sadistickým Ramseym, který jej mučením zlomí v poslušnou loutku. V šesté sezóně mu Theon unikne a vrátí se na Železné ostrovy, ovšem zanedlouho on a jeho neohrožená sestra Yara Greyjoy musí prchnout s částí loďstva před usurpátorem Euronem Greyjoyem, protřelým mořeplavcem, který zabil Balona a zmocnil se vlády.
Ramseyho otec, severský šlechtic Roose Bolton, patří mezi Robbovy přední vazaly; zradí jej však a pomůže pobít většinu Starků. Tím Válka pěti králů končí vítězstvím Lannisterů.

### Vražda Joffreyho, Tyrion a šampion z Dorne
Na začátku čtvrté sezóny někdo zavraždí krále Joffreyho tak, aby podezření padlo na Tywinova syna Tyriona Lannistera, vzdělaného, ale zdeformovaného "skřeta" nízkého vzrůstu, jehož má otec v opovržení. Nyní Tywin sám předsedá zmanipulovanému tribunálu; Tyrion se jim vysměje a požaduje zkoušku bojem. 
Marně však shání šampiona, který by za něj bojoval; nakonec se toho ujme Oberyn Martell, bratr Dorana Martella, který vládne Dorne, nejjižnějšímu ze Sedmi království s krutým pouštním klimatem.  
Oberyn chce pomstít svoji sestru, kterou Tywinův bojovník Hora kdysi krutě zabil i s dětmi. Obrovitý Hora hbitého Oberyna v souboji zabije, ale sám je vážně zraněn a takřka vykrvácí; učený mistr Qyburn oddaný královně Cersei jej nepřirozenou alchymií oživí a promění v mlčenlivé vraždící monstrum. Seriálem se vine i nepřátelství mezi Horou a jeho bratrem Ohařem, který se po životě bezcitného násilníka snaží žít řádně. 
S Jaimeho pomocí Tyrion uprchne, zabije svého otce a odpluje na východní kontinent, kde spolu se špionem "Pavoukem" Varysem vstoupí do služeb Daenerys. Ta Tyriona pro jeho inteligenci jmenuje svým rádcem a pobočníkem.
Oberynova milenka Ellaria požaduje, aby Doran vyhlásil Sedmi královstvím válku a pomstil Oberyna. Když odmítne, Ellaria jej svrhne a zabije s pomocí Oberynových dcer vycvičených ve zručné bojovnice. V sedmé sezóně se tyto ženy v touze po pomstě přidají k loďstvu Yary Greyjoy, ale zajme je Euron a přeživší z nich předá Cersei jako dar, aby ji mohl požádat o ruku.

### Noční hlídka a Stannis
Již v první sezóně Jon Sníh, nemanželský syn Neda Starka, vstoupil do Noční hlídky - bratrstva vyděděnců, kteří chrání království na dlouhé ledové Zdi. Ta odděluje Sedm království od severních sněhových plání, kde žijí tzv. Divocí. Jon je jimi zajat, ale předstírá jim věrnost a poznává jejich povahu, pojetí cti a život svobodných lovců. Čtvrtá sezóna končí rozsáhlou bitvou mezi Divokými a strážci Zdi.
Bitvu rozhodne Stannis Baratheon, který sice byl Tywinem poražen, ale přijal za rádce moudrého pašeráka Davose a díky tomu si půjčil na mohutnou armádu. Stane se mu však osudnou jeho oddanost kultu Pána světla, jehož kněžka Melisandre zaživa upaluje nevěřící. Také během Války pěti králů zabila krvavou magií Stannisova rivala Renlyho Baratheona a později nechala upálit Stannisovu dceru jako úlitbu Pánu světla, aby vysvobodil jejich vojsko uvízlé ve sněhu; tím si vysloužila Davosovu nenávist.

### Noční král a Tříoký havran
Již od první sezóny se objevují zvěsti, že Divocí prchají na jih proto, že na dalekém severu povstávají hordy nemrtvých vedení strašlivými Bílými chodci a Nočním králem. Většina postav jim nevěří, dokud je sama neuvidí. 
Bran Stark je mladší bratr Robba; chtěl jej zabít nejprve Jaime Lannister, přičemž jej zmrzačil, a později Theon Greyjoy jako dočasný vládce Zimohradu, takže Bran musel prchnout a skrývat se. Putuje s několika blízkými na daleký sever, veden prorockou předtuchou. 
Po mnohých nebezpečích dorazí ke kouzelnému stromu, kde žije mudrc zvaný Tříoký havran, a ten učí Brana, jak svůj prorocký dar používat. Když však strom objeví Noční král, musí Bran uprchnout; přitom se za něj obětují jeho blízcí a také Děti lesa - magií vládnoucí nelidské bytosti, které byly původními obyvateli Západozemí. Bran se též dozvídá, že strašlivého Nočního krále stvořily kdysi právě Děti jako spojence proti lidem a jejich vpádu do země.

### Jon velitelem Noční hlídky
Jonova ušlechtilá odvaha a čestnost mu získala loajalitu bratrů a nakonec i titul lorda velitele Noční hlídky. Když zjistí, že Bílí chodci jsou blízko, vydá se na sever získat důvěru Divokých, kteří přežili bitvu, aby je přesvědčil k ústupu na jih; před hordou nemrtvých jich však zachrání jen hrstku. Dovolí jim žít na jih od Zdi, což mu vynese nenávist většiny Noční hlídky, protože Divocí jsou po staletí pokládáni za nepřátele. Někteří z hlídky jej úkladně zavraždí, ovšem kněžka Melisandre jej oživí.
Jon se od prvních dnů v Noční hlídce sblíží s tlustým, ale citlivým a sečtělým Samem Tarleym. Pro jeho zbabělost a neohrabanost se mu ostatní z Noční hlídky vysmívají, ovšem během let doroste v odhodlaného muže, který se postaví i Bílému chodci. Po smrti laskavého slepého Aemona potřebuje Černý hrad (ústředí Noční hlídky) nového mistra. Jon dovolí Samovi jet do Citadely (centra učenosti), aby se tam vzdělal; ten ke svému zklamání zjišťuje, že mistři Citadely jsou učenci odtržení od reality, kteří v Nočního krále nevěří a zvěstem o něm se vysmívají.

### Daenerys a draci
Všemi sezónami se vine příběh soucitné, ale idealistické Daenerys Targaryen, která postupně získává sebedůvěru a autoritu. Zjišťuje, že ji oheň nezraňuje, a dokáže z dávných zkamenělých vajec vylíhnout tři draky, ač všichni předpokládali, že draci nenávratně vyhynuli. 
Robert Baratheon ji chce zabít jako rivalku o trůn a nasadí na ni špeha Joraha Mormonta s pomocí svého vrchního špona "Pavouka" Varyse, zbabělého eunucha zvyklého intrikovat z dálky. Jorah jí slouží nejprve lstivě, ale pak upřímně, neboť si jej inspirující Daenerys získala. Ta později odhalí jeho zradu a vykáže jej do vyhnanství, ale on jí dokazuje svoji oddanost tak dlouho, až mu uvěří. Pak však Jorah onemocní šedým lupem a nikde, ani v Citadele, mu neumějí pomoci. Sam Tarley naštěstí nalezne ve staré knize riskantní postup a přes zákaz svých představených Joraha Mormonta vyléčí.
Daenerys, posedlá touhou po kralování nad Západozemím, během mnohých útrap získá s pomocí svých ohnivých draků armádu a osvobozuje otroky v různých městech východního kontinentu Essos. Jako vládkyně musí čelit obtížným politickým dilematům a porozumět kultuře obyvatel. Zákeřní Synové Harpyje ale podniknou několik útoků, protože se jim nelíbí nový pořádek v osvobozených městech. Při jejich nejsilnějším útoku ji zachrání její drak a odnese ji do dálky. Tam ji zajmou Dothrakové, ona však lstí náčelníky pobije a získá si věrnost obrovské armády Dothraků, aby "putovali na dřevěných koních přes slanou vodu a pobíjeli muže v železných oblecích". Na konci šesté série Daenerys zcela porazí otrokáře a vyplouvá do Západozemí dobýt Železný trůn.

### Nedovy dcery
Nedova mladší dcera Arya Stark uprchla Lannisterům již v první sezóně. Zajmou ji však vojáci Lannisterů, kteří mučením mámí ze zajatců informace o vzpurném Bratrstvu bez praporců. Pak je přiřazena jako číšnice samotnému Tywinovi; přestrojená za chudého chlapce se snaží zůstat nepoznána. Sblíží se i s kovářským učněm Gendrym, což je ve skutečnosti jeden z mnoha nemanželských synů Roberta Baratheona, který jako jediný z nich unikl vraždění, které nařídil Joffrey. 
Arya s kamarády uprchne, ale jsou brzy zajati Bratrstvem bez praporců, které Gendryho předá kněžce Melisandre, která ho pro jeho urozenost využije ke krvavé magii. Arya jim uprchne, ale je zajata zabijákem přezdívaným Ohař. Nedůvěřuje Brienn, která ji nabídne pomoc, odhodlána chránit děti své milované paní Catelyn. Ohaři však uprchne, a jelikož je její rodina povražděna, odcestuje v páté sezóně na východní kontinent do města Braavos. 
Tam vstoupí do služeb námezdných vrahů a je vycvičena v úskočnou zabijačku a mistryni převleků, která dokáže napodobit i tvář zabitých nepřátel. Toho po návratu do Západozemí využije k zabití vrahů své rodiny; chystá se zabít i královnu Cersei. 
Nedova starší dcera Sansa Stark je nejprve zaslíbena Joffreymu a pak donucena se provdat za Tyriona. Později je podezřívána ze spoluúčasti na zavraždění Joffreyho; vypočítavě ji však zachrání Petyr "Malíček" Baelish, prohnaný manipulátor vlastnící několik nevěstinců. Nechá ji vdát se za krutého Ramseyho, který ovládl její rodný Zimohrad. Ten Sansu dlouhou dobu všemožně ponižuje; ta nakonec s Theonovou pomocí uprchne za Jonem na Černý hrad, ústředí Noční hlídky.

### Ovládnutí jihu a boj o Zimohrad
Stannisův útok na Zimohrad je rozprášen. Jon ví, že jen sjednocené Severní království může obstát proti nemrtvým, a proto Jon, jeho "divocí" přátelé, uprchlá Sansa a věrná Brien usilovně hledají spojence, aby vytáhli proti Ramseymu dobýt Zimohrad. Ten je naláká do několika krutých léček, ale je poražen.
Joffrey a po jeho smrti i jeho mladší bratr Tommen si vzal za ženu lstivou svůdnici Margaery Tyrell z Vysoké zahrady, země úrodných polí. Cersei nad ním ztrácí kontrolu a také svádí boj o moc s její bezohlednou babičkou Olennou Tyrell a s církví zvanou Vrabčáci, kterou Cersei předtím sama vyzbrojila a která ji chce nyní soudit za její hříchy. Na soud se nedostaví a mocným výbuchem Divokého ohně, který nechal vyrobit alchymista Qyburn, zahubí Vrabčáky i většinu Tyrellových. Tommen si nato vezme život a zlomená Cersei se prohlásí královnou Sedmi království.
Během posledního dílu šesté sezóny tyto události zredukují desítky vzájemně provázaných dějových linií na soupeření čtyř hlavních mocností, jimž pomáhá několik jednotlivců a menších rodů: Cersei ovládla jih, Daenerys připlouvá z východu, Jon sjednotil Severní království a z dalekého severu postupuje armáda Nočního krále.

### Poslední dvě sezóny
Jon, kterého severští lordi provolali králem Severu, jmenuje neochvějně poctivého Davose svým pobočníkem. Oba se pokusí přesvědčit pyšnou Daenerys a později i neupřímnou Cersei o tom, že je nutné se spojit proti Nočnímu králi, jinak ze světa lidí nic nezbude. V Zimohradě jejich nepřítomnosti využije Petyr Baelish, aby vrazil klín mezi Sansu a Aryu.
Theon a jeho sestra Yara Greyjoy na straně Daenerys bojují s loďstvem usurpátora Eurona Greyjoye, který uchvátil vládu nad Železnými ostrovy a slouží Cersei. Yaru zajme Euron a Theonovo rozhodnutí, zda ji má jít zachránit, je konečným vítězstvím jeho zápasu mezi ustrašeností a mužnou rozhodností.
Lannisterové přelstí armádu Daenerys, dobudou Vysokou zahradu a odváží ukořistěné zlato a pšenici, aby si pořídili více vojska. Daenerys letící na svém draku ovšem rozsévá zkázu a jejich konvoj spálí.
Noční král zabije jednoho z draků Daenerys a oživí jej v poslušné ledové monstrum. S ním snadno poboří zeď.
Jon zjistí, že je ve skutečnosti vnukem Targaryenského krále a má na trůn větší nárok, než Daenerys. Varys zradí Daenerys a rozhlásí to, protože pokládá Jona za vhodnějšího vládce Západozemí. Daenerys se cítí zrazena a zničí dračím ohněm celé hlavní město i s civilním obyvatelstvem. Následna zlomený Jon zabije Daenerys s očekáváním, že jej poslední živý drak, Drogon, usmaží svým ohněm, ale ten namísto zabití Jona roztaví Železný trůn, symbolickou příčinu nekonečných bojů o moc v Západozemí a titulární "Hry o trůny", načež odletí i s tělem Daenerys.
Po těchto střetech nepřežije nikdo, kdo by byl vhodný pro úřad krále; proto se sejdou lordi Západozemí a zvolí králem Brana Starka, mrzáka s prorockým darem. Sever pod vedením Sansy Stark vyhlásí nezávislost a Jon je v rámci dohody s Neposkvrněnými poslán do vyhnanství za Zeď. V poslední scéně celého seriálu se vydává na daleký sever.

## Obsazení

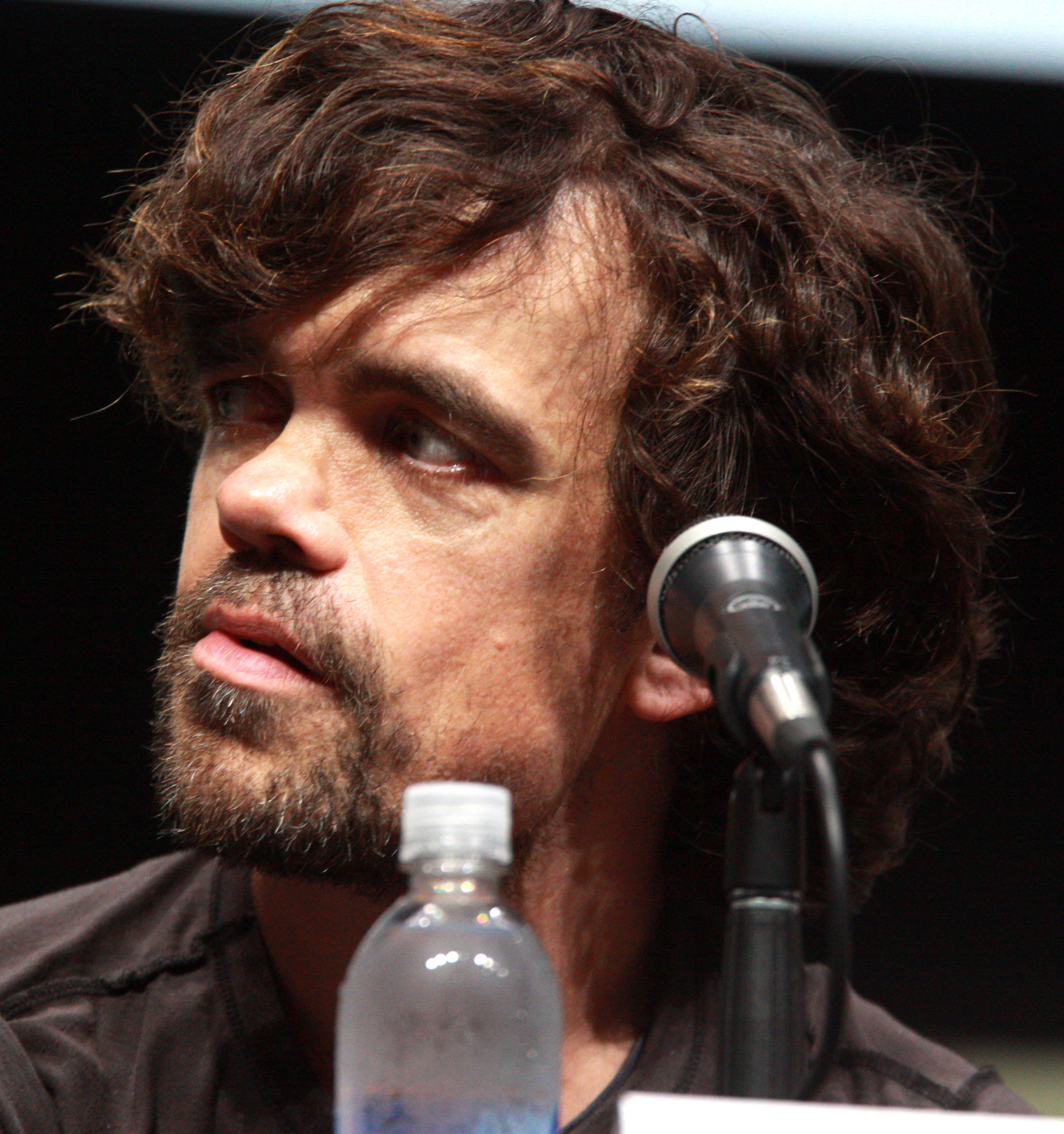
Americký herec Peter Dinklage v roce 2013, seriálový představitel Tyriona Lannistera

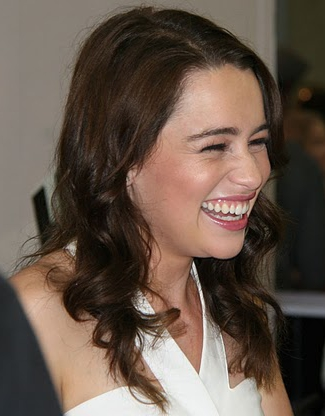
Britská herečka Emilia Clarkeová, která zpodobnila postavu Daenerys Targaryen

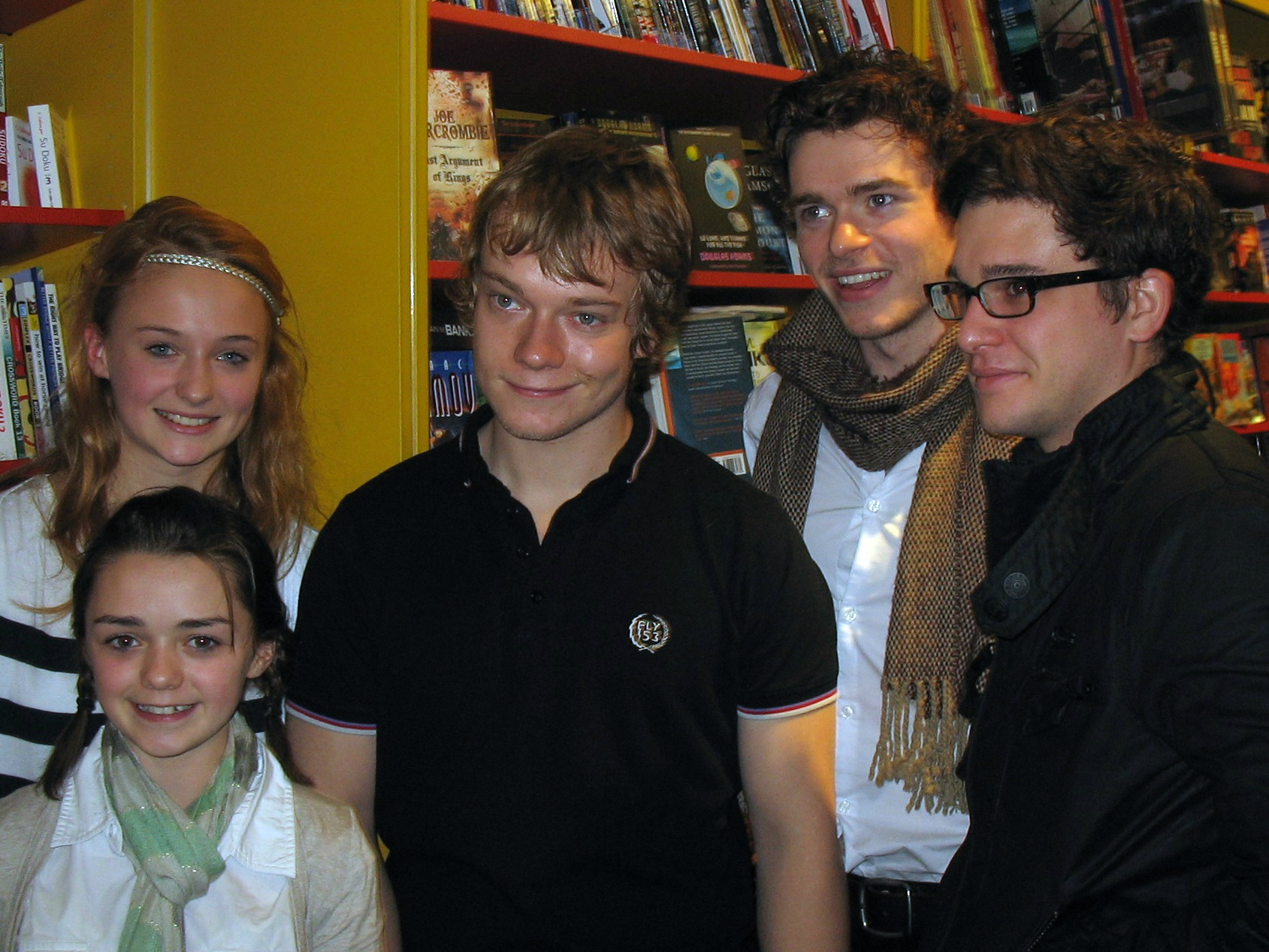
Herci seriálu Maisie Williamsová, Sophie Turner, Alfie Allen, Richard Madden a Kit Harington v roce 2009

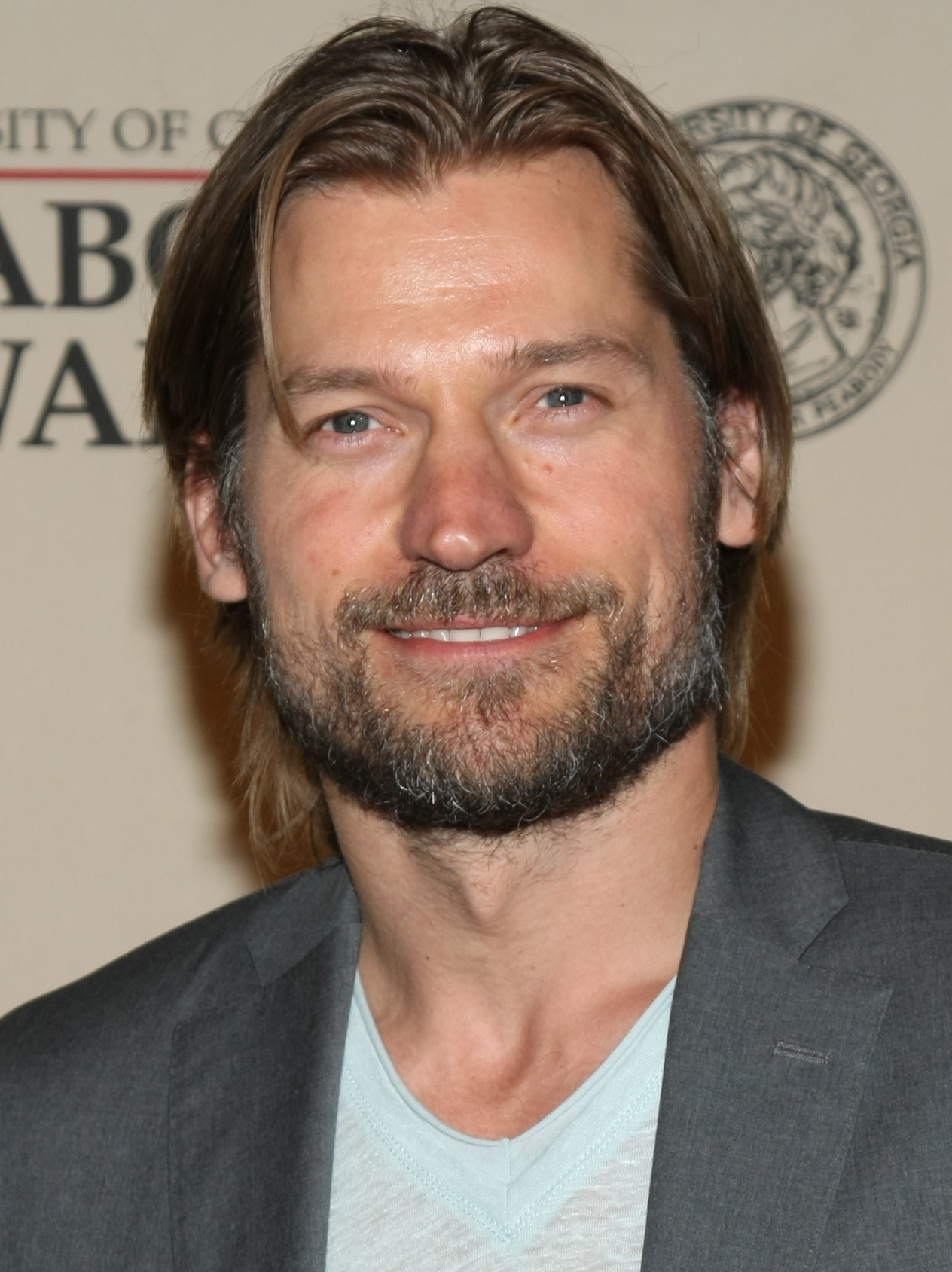
Dánský herec Nikolaj Coster-Waldau v roce 2012

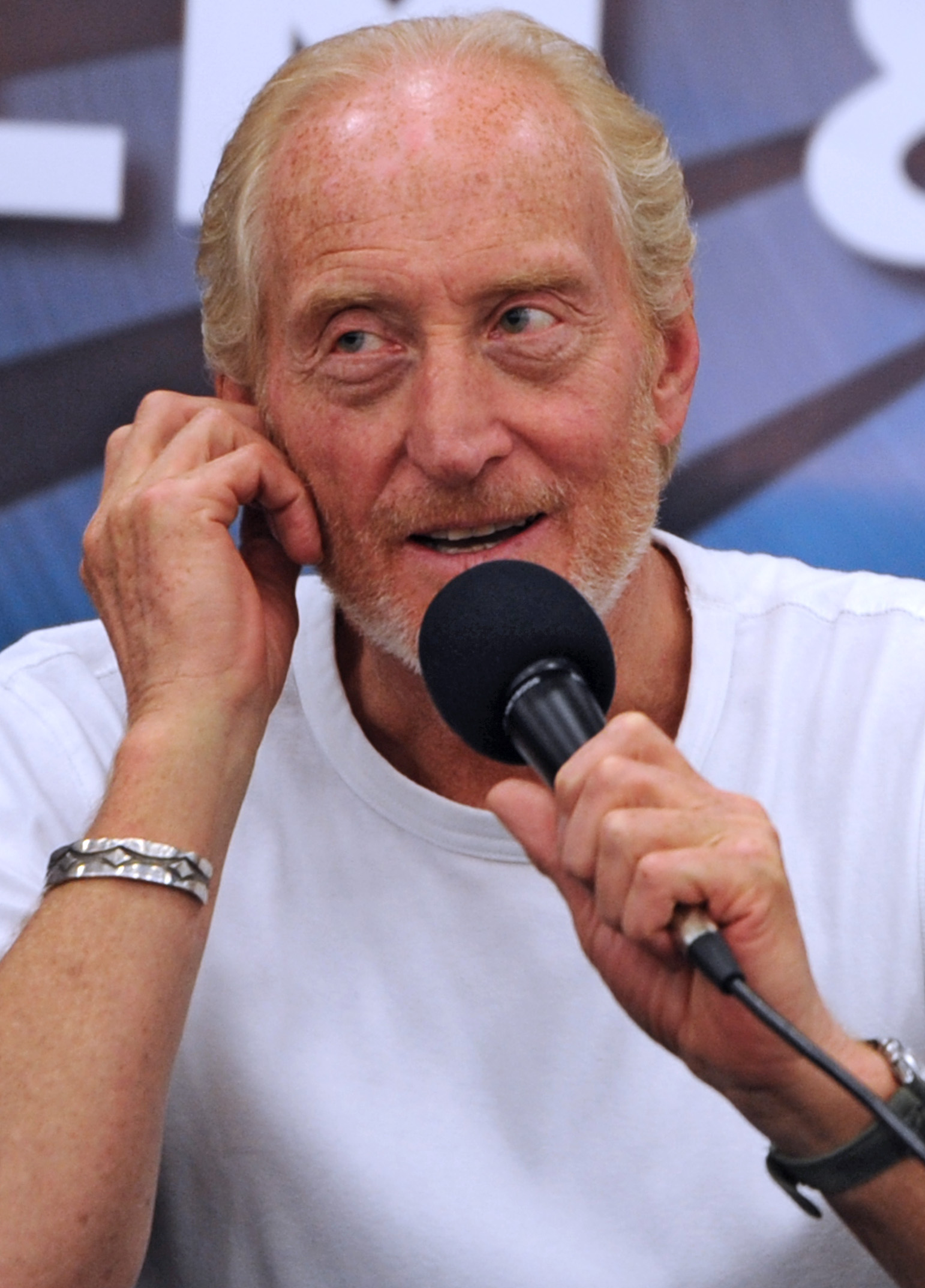
Herec Charles Dance, který v seriálu hrál Tywina Lannistera

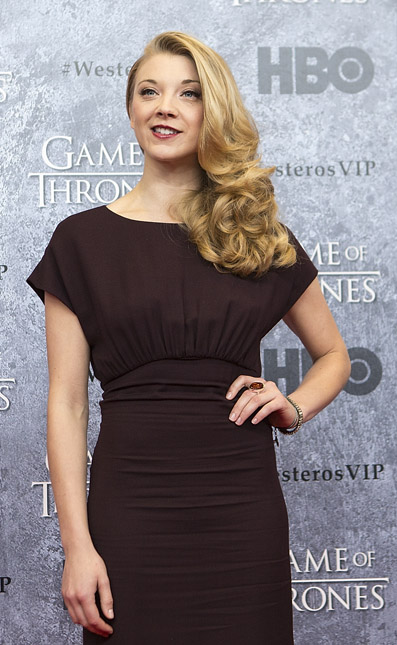
Britská herečka Natalie Dormerová, seriálová představitelka Margaery Tyrell

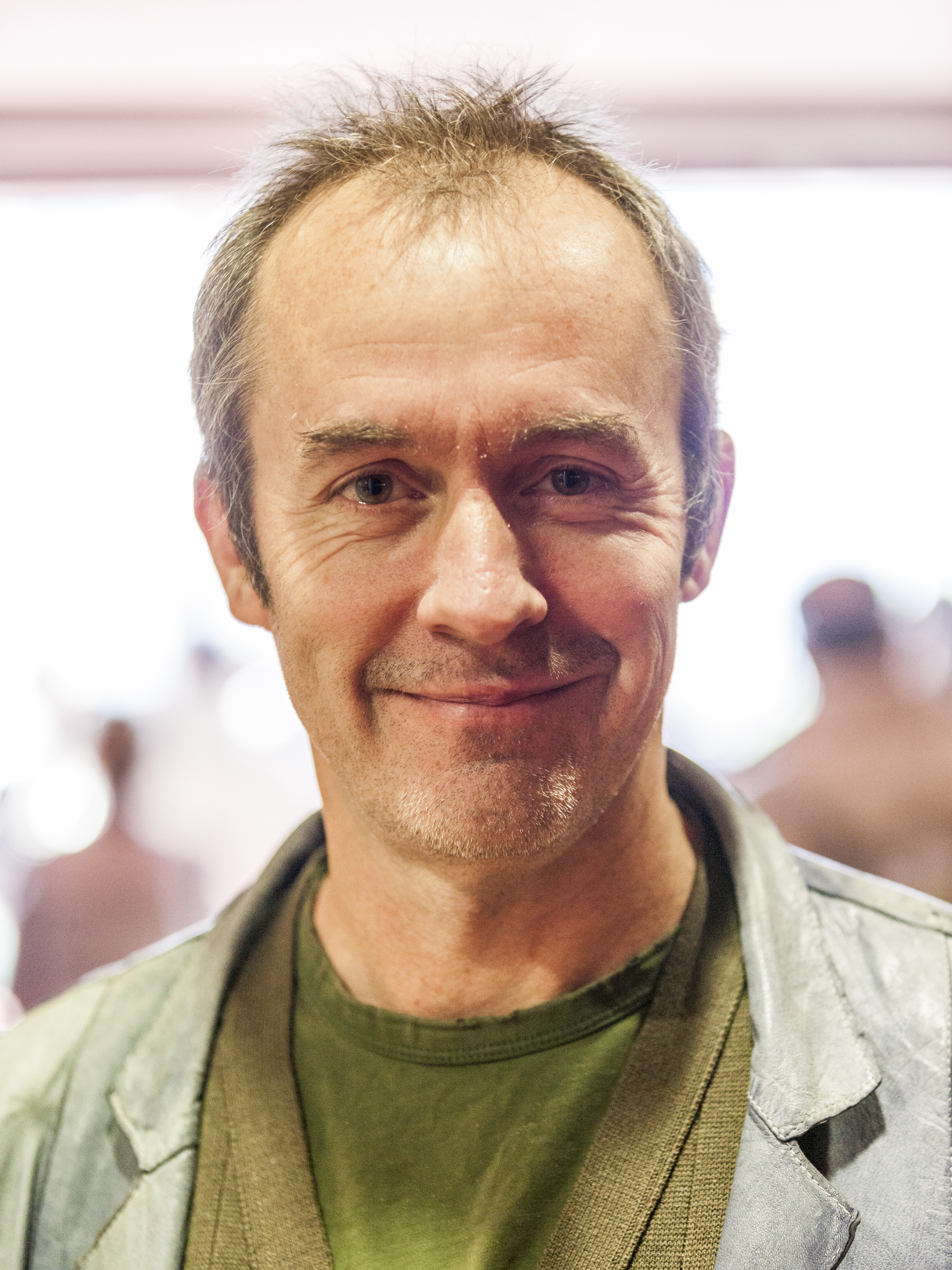
Britský herec Stephen Dillane, který ztvárnil postavu Stannise Baratheona

Tento seznam zahrnuje jen postavy, jež se objevily v titulcích, je řazen podle množství výskytu:
| Peter Dinklage         | Tyrion Lannister – Chytrý trpaslík; syn Tywina Lannistera, bratr Jaimeho a Cersei. Věčný milovník knih, vína a žen. Dříve pobočník krále Joffreyho, ubránil hlavní město v bitvě na Černovodě. Manžel Sansy Stark; manželství nikdy nebylo naplněno. Zabil vlastního otce Tywina na latríně, pronásledován královnou Cersei. Pobočník královny Daenerys Targaryen při její invazi do Západozemí. Po její smrti se stal pobočníkem krále Brana a lordem Casterlyovy skály. |
| Lena Headeyová         | Cersei Lannister – dvojče Jaimeho, sestra Tyriona, dcera Tywina; manželka Roberta Baratheona; později královna regentka. Matka Joffreyho, Myrcelly a Tommena; skutečný, ale utajovaný otec je Jaime, oficiálně je otcem Robert. Nechala vyhodit do povětří velké Baelorovo septum a byla korunována královnou. Bránila Západozemí proti invazi Daenerys Targaryen a uzavřela dohodu s Euronem Greyjoyem a Zlatým společenstvem. Zemřela pod sutinami Rudé bašty během zničení Králova přístaviště. |
| Kit Harington          | Jon Sníh – (rodným jménem Aegon Targaryen) syn Lyanny Stark a Rhaegara Targaryena, žije v domnění, že je bastardem Neda Starka; bývalý příslušník a později lord velitel Noční hlídky; zván Bílý vlk. Zabit vlastními muži, oživen Melisandrou z Ašaje. „Smrtí“ zbaven přísahy, takže Noční hlídku opouští. Porazil Ramsayho Boltona, korunován Králem Severu. Vedl výpravu za Zeď s cílem přivléct jednoho nemrtvého na jih, aby přesvědčil svět o reálnosti hrozby Bílých chodců. Velel armádě živých během bitvy proti Nočnímu králi a taky armádě Severu během dobývání Králova přístaviště. Po zavraždění Daenerys byl vyhnán za Zeď.                       |
| Emilia Clarkeová       | Daenerys Targaryen – poslední princezna z rodu Targaryenů; dcera šíleného krále Aeryse; Matka draků; královna Meereenu; Nespálená; Za bouře zrozená. Vlastní tři draky – Drogona, Viseriona a Rhaegala. Po mnoha peripetiích na Východě, kde postupně získávala spojence, vedla invazi s cílem dobýt Železný trůn a Sedm království. Vládla na Dračím kameni, později bojovala proti Bílým chodcům. Když se dozvěděla o Jonově původu, propadla šílenství a zničila Královo přístaviště dračím ohněm. Byla zabita Jonem, který ji vrazil dýku do srdce. |
| Sophie Turner          | Sansa Stark – nejstarší dcera Catelyn a Neda Starka; bývala v zajetí Lannisterů a Boltonů. Bývalá snoubenka Joffreyho; manželka Tyriona (manželství nenaplněno) a Ramsayho (zabit po prohře v „bitvě bastardů“). Pomohla Jonovi porazit Boltony a stát se Králem Severu. Jon ji na dobu své nepřítomnosti ustanovil jako paní Zimohradu, vládla v jeho jméně. Odsoudila k smrti Malíčka. Poté, co byl Jon vyhnán za Zeď kvůli vraždě královny Daenerys, byla korunována královnou Severu. |
| Maisie Williamsová     | Arya Stark – mladší sestra Robba, Sansy a starší sestra Brana a Rickona; dcera Neda a Catelyn Stark. Dlouho považována za mrtvou, v přestrojení prošla Západozemí, vycvičena u Mužů bez tváře, v pomstě za Rudou svatbu vyvraždila muže z rodu Freyů. Vrátila se zpět na Zimohrad za Sansou a Branem. Na příkaz Sansy popravila Malíčka za zradu a vraždu. Během bitvy o Zimohrad zabila samotného Nočního krále. Po smrti královny Daenerys se vydala po Moři zapadajícího slunce na západ od Západozemí. |
| Nikolaj Coster-Waldau  | Ser Jaime „Králokat“ Lannister – mladší dvojče královny Cersei; bratr Tyriona; syn Tywina a lord velitel Královské gardy. Zabil šíleného krále Aeryse Targeryena bodnutím do zad. Milenec své vlastní sestry a otec jejích dětí, což se vždy snažil utajit. V Boltonském zajetí přišel o pravou ruku. Působil v Králově přístavišti jako velitel armád Lannisterů, utrpěl porážku proti Dothrakům královny Daenerys. Společně s Brienne bojoval proti nemrtvým. Zemřel pod sutinami Rudé bašty, když Daenerys zničila Královo přístaviště. |
| Iain Glen              | Ser Jorah Mormont – rytíř z Medvědího ostrova, žijíci v exilu; jeden z rádců a nejvěrnějších přátel královny Daenerys Targaryen. Byl nakažen Šedým lupem. Vyslán královnou Daenerys na výpravu za nalezením léku, vyléčen Samwellem Tarlym v Citadele. Vrátil se zpět k Daenerys. Byl s Jonem Sněhem na výpravě za Zdí a na vyjednávaní v Dračím doupěti. Zabit nemrtvými v bitvě o Zimohrad, při obraně a záchraně královny Daenerys. |
| Alfie Allen            | Theon Greyjoy – narozen jako syn Balona Greyjoye a dědic Železných ostrovů; vychován na Zimohradě; přeběhlík. Vykastrován a zohaven Ramsayem Boltonem. Po zvolení svého strýce Eurona králem Železných ostrovů odplul se svou sestrou Yarou ke královně Daenerys Targaryen a nabídl ji své služby. Nedokázal zachránit svou sestru před Euronovým zajetím, sám uprchl zpět na Dračí kámen. Po vyjednávaní v Dračím doupěti s královnou Cersei a králem Euronem získal na svou stranu několik bojovníků a s jejich pomocí osvobodil Yaru ze zajetí. Vrátil se na Zimohrad, aby bojoval za Starky a vykoupil se ze svých hříchů. Byl zabit samotným Nočním králem. |
| Aidan Gillen           | Petyr „Malíček“ Baeliš – bývalý pokladní Malé rady; lord protektor Údolí. V mládí byl zamilován do Catelyn Stark, později se oženil s její sestrou Lysou Arryn. Svými intrikami rozeštval Starky a Lannistery. Společně s Olennou Tyrell se podílel na vraždě Joffreyho Baratheona. Provdal Sansu za Ramsayho Boltona, na Sansinu žádost vyjel s armádou Údolí a pomohl Jonu Sněhovi porazit Boltony a stát se králem Severu. Intrikoval na Zimohradě, sloužil jako rádce Sansy. Aryou na povel Sansy zabit. |
| John Bradley           | Samwell Tarly – muž Noční hlídky; majordomus mistra Aemona až do jeho smrti. Zamilován do Fialky, Divoké. Studoval v Citadele, nyní znechucen neochotou mistrů zasáhnout proti Bílým chodcům odjíždí na Zimohrad. Byl jmenován novým velmistrem a společně s arcimistrem Ebrosem napsal knihu Píseň ledu a ohně. |
| Isaac Hempstead Wright | Bran Stark – mrzák; měnič a zelenověštec; syn Eddarda a Catelyn. Po dobytí Zimohradu utekl na sever k Tříoké vráně. Od umírající Tříoké vrány dostal mnohé magické schopnosti, sám se nyní tituluje jako Tříoká vrána. Vrátil se zpět na Zimohrad. Jeho vize posloužily jako důkaz toho, že Malíček je zrádce a také jako důkaz Jonova původu. Byl zvolen jako král Šesti království, jelikož Sever vyhlásil nezávislost. |
| Liam Cunningham        | Davos Mořský, Cibulový rytíř – bývalý pašerák, nejvěrnější stoupenec Stannise Baratheona. Po Stannisově pádu se přidal na stranu Jona Sněha a provolal ho Králem Severu. Slouží Jonovi, k jeho výpravě za Zeď se však nepřipojil a zůstal ve Východní hlídce. Poté, co byl Bran korunován králem, byl Davos jmenován jako mistr lodí. |
| Conleth Hill           | Varys – eunuch z Lysu, dříve mistr našeptávačů v Malé radě. Poté, co pomohl Tyrionovi utéci z hlavního města, se přidal ke královně Daenerys. Sloužil ji na Dračím kameni. Byl upálen zaživa královnou Daenerys, když se pokoušel dostat Jona Sněha na Železný trůn. |
| Rory McCann            | Sandor „Ohař“ Clegane – bývalý Joffreyho tělesný strážce. Doprovázel Aryu Stark, v souboji s Brienne těžce raněn a ponechán svému osudu, objevuje se však znovu v Říčních krajinách. Přidal se k Bratrstvu bez praporců a spolu s Berikem Dondarrionem se připojil k výpravě Jona Sněha za Zeď. Bojoval v bitvě o Zimohrad. Zemřel během dobývání Králova přístaviště, když se společně se svým bratrem Gregorem zhroutil do plamenů. |
| Carice van Houtenová   | Melisandra z Ašaje – prastará rudá kněžka ve službách Stannise Baratheona, maskuje se jako mladá žena. Pomohla oživit Jona Sněha, jako trest za upálení Shireen vyhoštěna ze Severu. Na Dračím kameni připravila setkání krále Severu Jona Sněha a dračí královny Daenerys Targaryen. Odplula ze Západozemí, dle svých vlastních slov se ještě vrátí, „aby zde zemřela.“ Vrátila se na Zimohrad krátce před bitvou s Nočním králem a svou ohnivou magií dopomohla k vítězství živých. Po bitvě si sundala náhrdelník a zemřela na stáří. |
| Jerome Flynn           | Bronn – bývalý žoldnéř a Tyrionův osobní strážce. Po bitvě na Černovodě rytířem. Nyní spolubojovník Jaimeho Lannistera. Doprovázel ho na výpravě do Dorne a zachránil mu život, když se Jaime pokoušel zabít královnu Daenerys. Odmítl dále bojovat proti drakům. Byl vyslán královnou Cersei, aby zabil její bratry, ale kvůli přátelství to neudělal. Poté, co se Bran stal králem, byl Bronn jmenován jako správce pokladny a lord Vysoké zahrady. |
| Jack Gleeson           | Joffrey Baratheon – šílený a krutý syn Cersei a Jaimeho. Bývalý snoubenec Sansy Stark. Po Robertově smrti král Sedmi království. Zabit na své vlastní svatbě s Margaery Tyrell v dílu Lev a růže. |
| Natalie Dormerová      | Margaery Tyrell – sestra Lorase Tyrella. Krásná a chytrá manželka krále Renlyho Baratheona. Později se provdala za Joffreyho Baratheona a Tommena Baratheona. Uvězněna za křivou přísahu a donucena pomáhat Nejvyššímu vrabčákovi. Zemřela při výbuchu Baelorova septa v díle Vichry zimy. |
| Michelle Fairleyová    | Catelyn Stark – manželka Eddarda Starka. Matka jejich pěti společných dětí a nevlastní matka Jona Sněha. Zabita na Rudé svatbě ve Dvojčatech v dílu Deště Kastameru. |
| Stephen Dillane        | Stannis Baratheon – mladší bratr Roberta, člen Malé rady a právoplatný král Sedmi království. Na přání rudé kněžky Melisandry nechal upálit svoji dceru Shireen. Zabit Brienne po porážce své armády v bitvě o Zimohrad v dílu Matčino milosrdenství. |
| Charles Dance          | Tywin Lannister – nejbohatší lord Sedmi království, po bitvě na Černovodě pobočník krále Joffreyho. Společně s Roosem Boltonem a Walderem Freyem zosnoval Rudou svatbu. Zabit svým vlastním synem Tyrionem na latríně v dílu Děti. |
| Gwendoline Christie    | Brienne z Tarthu – bývalá osobní strážkyně Catelyn Stark. Zabila Stannise Baratheona v bitvě o Zimohrad. Sloužila jako osobní strážkyně Sansy Stark na Zimohradu. Před bitvou o Zimohrad byla Jaimem Lannisterem pasována na rytíře. Stala se velitelkou Královské gardy a zapsala Jaimeho skutky do Bílé knihy. |
| Richard Madden         | Robb Stark – král Severu. Starší bratr Sansy, Aryi, Brana a Rickona. Zván Mladý vlk. Zabit na Rudé svatbě ve Dvojčatech v dílu Deště Kastameru. |
| Kristofer Hivju        | Tormund Obrozhouba – divoký; dříve jeden z vůdců armády Manceho Nájezdníka. Po smrti Jona Sněha dobyl Černý hrad z rukou Allisera Thorna, pomohl Jonovi porazit Boltony. Jonem poslán bránit Východní hlídku proti Bílým chodcům, byl na výpravě s Jonem za Zdí. Po porážce Nočního krále se vrátil za Zeď společně s Jonem a ostatními divokými. |
| Nathalie Emmanuel      | Missandei – bývalá otrokyně; písařka a heroldka Daenerys. Členka Daenerysiny “rady“. Věrně jí sloužila na Dračím kameni. Byla zajata a popravena Gregorem Cleganem na příkaz Cersei Lannister před očima královny Daenerys a svého milence Šedého červa. |
| Sibel Kekili           | Šae – Tyrionova milenka a Sansina služebná. Po zradě uškrcena Tyrionem v dílu Děti. |
| Hannah Murrayová       | Fialka – divoká, jedna z Krasterových dcer/manželek a matka jeho syna. Sam ji odvedl na Zeď. Doprovázela Sama do Citadely, poté s ním odešla na Zimohrad. Poté, co byl Sam jmenován velmistrem, se patrně usadila v Králově přístavišti. Ukázalo se, že čeká další dítě. |
| Iwan Rheon             | Ramsay Bolton – sadistický bastard Roosea Boltona. za zásluhy králem Tommenem Baratheonem legitimizován; trýznitel Theona Greyjoye a manžel Sansy. Poté, co zavraždil vlastního otce, svou nevlastní matku Waldu a novorozeného polovičního bratra se stal lordem Boltonem. Zastřelil Rickona Starka. Sansou Stark odsouzen k sežrání vlastními psy v díle Bitva bastardů. |
| Michiel Huisman        | Daario Naharis – žoldnéř a velitel Druhých synů; milenec královny Daenerys. V jejím zastoupení vládne v Zálivu otrokářů. |
| Rose Leslie            | Ygritte – divoká. Milenka Jona Sněha. Zastřelena Ollym při útoku na Zeď v dílu Strážci na Zdi. |
| Tom Wlaschiha          | Jaqen H'ghar – jeden z Mužů bez tváře. Pomohl Arye a Gendrymu utéct z Harrenova. Osoba s jeho tváří trénovala Aryu v Braavosu; je nejisté, o koho jde. |
| Dean-Charles Chapman   | Tommen Baratheon – nemanželský syn Jaimeho a Cersei, oficiálně Robertův. Po smrti bratra Joffreyho král Sedmi království a manžel Margaery Tyrell. Byl zmanipulován ke spojenectví s Nejvyšším vrabčákem. Spáchal sebevraždu skokem z okna, když uviděl výbuch Baelorova septa, v díle Vichry zimy. |
| Sean Bean              | Eddard „Ned“ Stark – pán Zimohradu, strážce Severu. Pobočník krále Roberta Baratheona. Popraven za údajnou zradu na rozkaz Joffreyho v dílu Baelor. |
| Jason Momoa            | Khal Drogo – manžel Daenerys, vůdce dothrackého lidu. Onemocněl na nehojící se zranění. Vyléčen, ale zaklet Mirri Maz Duur. Udušen z milosti svou manželkou Daenerys v dílu Oheň a krev. |
| Joe Dempsie            | Gendry – bastard Roberta Baratheona. Kovářský učeň a přítel Aryi Stark. Později zajat a využíván Melisandrou k její černé magii. S pomocí Davose uprchl do Králova přístaviště, opět se přidal k Davosovi a nabídl své služby králi Severu Jonu Sněhovi. Byl spolu s Jonem na výpravě za Zdí. Před bitvou o Zimohrad vyráběl zbraně z dračího skla pro celou armádu. Po bitvě byl královnou Daenerys legitimizován a stal se lordem Bouřlivého konce. |
| Indira Varma           | Ellaria Písek – milenka Oberyna Martella, nemanželská dcera dornského lorda. Po jeho smrti touží po pomstě. Spolu s Písečnými hady provedla v Dorne převrat. Spojila se s Olennou Tyrell proti Cersei Lannister, přísahala věrnost královně Daenerys Targaryen. Zajata pirátem Euronem Greyjoyem, který ji přivezl do Králova přístaviště jako dar královně Cersei. Ta ji spolu s její dcerou zavřela do kobek Rudé bašty, kde Ellaria patrně zemřela. |
| Mark Addy              | Robert Baratheon – bývalý král Sedmi království. Zabit divokým prasetem v dílu Zvítězíš, nebo zemřeš. |
| James Cosmo            | Jeor Mormont – otec Joraha a lord velitel Noční hlídky, zvaný Starý medvěd. Zabit vlastními muži v dílu A nyní je jeho stráž u konce. |
| Oona Chaplin           | Talisa Stark – léčitelka z Volantisu, manželka Robba Starka a matka jeho nenarozeného dítěte. Zabita na Krvavé svatbě ve Dvojčatech v dílu Deště Kastameru. |
| Jonathan Pryce         | Nejvyšší vrabčák – nejvyšší septon; vůdce Obránců víry. Uvěznil Cersei Lannister i Margaery Tyrell. Zmanipuloval krále Tommena, aby dosáhl větší moc církve v Západozemí. Zemřel při výbuchu Baelorova septa v díle Vichry zimy. |
| Michael McElhatton     | Roose Bolton – seveřanský lord, pán Hrůzova. Za svou pomoc Lannisterům dostal Zimohrad a byl povýšen na strážce Severu. Byl zabit svým nemanželským synem Ramsaym v díle Domů. |
| Harry Lloyd            | Viserys Targaryen – starší bratr Daenerys; právoplatný následník trůnu svého otce. Dostal přezdívku Žebrácký král. Korunován (a tím i zabit) na krále khalem Drogem korunou z roztaveného zlata v dílu Zlatá koruna. |
| Jacob Anderson         | Šedý červ – eunuch z Letních ostrovů a velitel Neposkvrněných. Věrný služebník královny Daenerys Targaryen. Byl zamilován do Missandei. Po zavraždění Daenerys odplul na ostrov Naath, aby chránil místní lid. |

## Vysílání a přijetí
| Řada | Díly | Premiéra v USA    | Premiéra v USA  | Premiéra v ČR     | Premiéra v ČR   |
| Řada | Díly | První díl         | Poslední díl    | První díl         | Poslední díl    |
| ---- | ---- | ----------------- | --------------- | ----------------- | --------------- |
| 1    | 10   | 17. dubna 2011    | 19. června 2011 | 18. dubna 2011    | 20. června 2011 |
| 2    | 10   | 1. dubna 2012     | 3. června 2012  | 2. dubna 2012     | 4. června 2012  |
| 3    | 10   | 31. března 2013   | 9. června 2013  | 1. dubna 2013     | 10. června 2013 |
| 4    | 10   | 6. dubna 2014     | 15. června 2014 | 7. dubna 2014     | 16. června 2014 |
| 5    | 10   | 12. dubna 2015    | 14. června 2015 | 13. dubna 2015    | 15. června 2015 |
| 6    | 10   | 24. dubna 2016    | 26. června 2016 | 25. dubna 2016    | 27. června 2016 |
| 7    | 7    | 16. července 2017 | 27. srpna 2017  | 17. července 2017 | 28. srpna 2017  |
| 8    | 6    | 14. dubna 2019    | 19. května 2019 | 15. dubna 2019    | 20. května 2019 |

První řada seriálu odstartovala 17. dubna 2011. O dva dny později bylo schváleno natáčení druhé řady, protože HBO byla spokojena jak se sledovaností, tak s kladnou odezvou kritiků i fanoušků předlohy.
14. července 2011 byl seriál nominován na cenu Emmy ve třinácti kategoriích, včetně té za nejlepší dramatický seriál. Nakonec si odnesl dvě ceny – za úvodní znělku a za nejlepšího herce ve vedlejší roli (Peter Dinklage za roli Tyriona Lannistera). Dinklage si rovněž za tuto roli odnesl Zlatý glóbus za nejlepší mužský herecký výkon ve vedlejší roli v seriálu, minisérii nebo TV filmu za rok 2011.
Druhá řada seriálu odstartovala 1. dubna 2012 s ještě lepšími čísly sledovanosti než v případě první řady. 10. dubna 2012 bylo schváleno natáčení třetí řady, jejíž vysílání na stanici HBO bylo zahájeno 31. března 2013. I díky rekordní sledovanosti, pak bylo 2. dubna oficiálně oznámeno objednání 4. řady.
V červenci 2016 HBO oznámila, že 8. řada seriálu bude poslední.
V Česko-Slovenské filmové databázi obdržela Hra o trůny hodnocení 91 %, a umístila se tak na 28. pozici nejlepších seriálů a 4. pozici nejoblíbenějších seriálů.

## Produkce

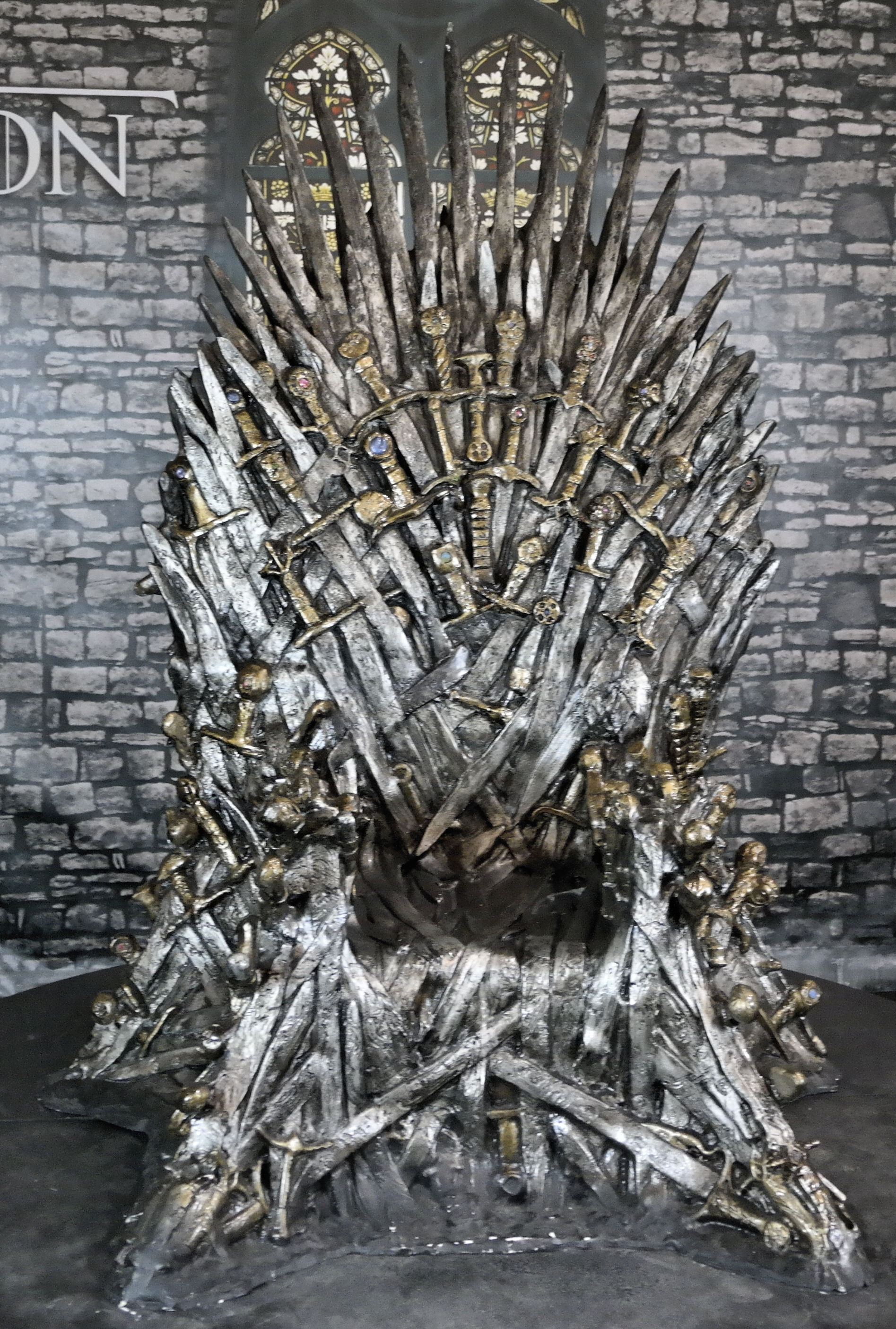
Železný trůn

### Koncept a vývoj
S nápadem přizpůsobit román George R. R. Martina pro televizní obrazovku přišli David Benioff a D. B. Weiss v roce 2006, poté co Benioff začal číst první román Hra o trůny. Benioff zavolal Weissovi a sdílel s ním své vzrušení z knihy, Weiss dočetl tisícistránkovou knihu během 36 hodin. Úspěšně se oba dohodli s HBO a přesvědčili Martina aby pomohl psát scénář.
Na seriálu začali pracovat v lednu 2007. HBO, po získání televizních práv na romány, najalo Benioffa a Weissa jako producenty.
Rozpočet seriálu byl srovnáván s rozpočtem televizního seriálu Řím. Pilotní díl údajně HBO stál mezi 5 až 10 miliony dolarů a celkový rozpočet první řady se odhaduje na 50 až 60 milionů dolarů. Ve druhé sezóně rozpočet vzrostl o 15 %, aby mohla být natočena nejdůležitější bitva knihy Střet králů.

### Casting
Casting se skládal z konkurzů čtení textu. Výjimkami byli Peter Dinklage a Sean Bean, které chtěla produkce od počátku a jejich účast byla oznámena v roce 2009. Později byli vybráni i Kit Harington (Jon Snow), Jack Gleeson (Joffrey Baratheon), Harry Lloyd (Viserys Targaryen) a Mark Addy (Robert Baratheon). V srpnu 2009 bylo oznámeno, že na roli Catelyn Stark byla vybrána Jennifer Ehle, později však byla nakonec vybrána Michelle Fairleyová. V průběhu druhé půle roku 2009 byly zveřejněny další postavy – Emilia Clarkeová (Daenerys Targaryen), Charles Dance (Tywin Lannister), Aidan Gillen (Petyr Baeliš neboli „Malíček“) a Conleth Hill (Varys).

### Scénář
Na scénáři seriálu se celkem podílelo 7 lidí. Nejvíce se na scénáři podíleli tvůrci celého seriálu, David Benioff a D.B. Weiss, kteří na celý projekt dohlíželi a napsali i scénář k nejvíce dílům. Autor knižní předlohy, George R.R. Martin, napsal scénář vždy k jednomu dílu z každé řady. Avšak kvůli časové zaneprázdněnosti kvůli psaní se takto podílel jen u prvních 4 řadách, napsal tedy scénář celkem ke 4 dílům seriálu. Jane Espenson se podílela na scénáři k jednomu dílu v první řadě coby nezávislý autor.
Bryan Cogman, který byl původně koordinátor se počínaje 5. sérií stal i autorem scénáře k některým dílům. Na jeho postu byla původně Vanessa Taylor. Dále se k nim ještě připojil Dave Hill. George Martin se na vývoji scénáře přímo již nepodílí, jen jej čte a přikládá své poznámky.
Každý ze scenáristů má přiděleny určité postavy z knihy, např. Cogman má na starost Aryu Stark. Každý ze scenáristů nejprve stráví několik týdnů samostatné práce, kdy má za úkol v obrysech popsat dějovou linku a překlenutí děje s ostatními hlavními postavami. Poté společně diskutují o jednotlivých postavách a vkládají je do jednotlivých dílů.
Následně je vytvořen detailní přehled, kdy každý z autorů musí vytvořit vlastní scénář pro danou postavu a každý díl. Následně je toto spojeno do jednoho celku, který si přečtou Benioff s Weissem a případně přidají své poznámky k přepracování. Scénář musí být dokončen před zahájením natáčení celé řady a na tvorbě celé řady se pak podílí dva nezávislé štáby.

### Harmonogram adaptace
| Řada | Objednána      | Zahájení natáčení | Premiéra          | Adaptace románu                                                             |
| ---- | -------------- | ----------------- | ----------------- | --------------------------------------------------------------------------- |
| 1.   | 2. března 2010 | 2. polovina 2010  | 17. dubna 2011    | Hra o trůny                                                                 |
| 2.   | 19. dubna 2011 | 2. polovina 2011  | 1. dubna 2012     | Střet králů                                                                 |
| 3.   | 10. dubna 2012 | 2. polovina 2012  | 31. března 2013   | přibližně 1. polovina Bouře mečů                                            |
| 4.   | 2. dubna 2013  | 2. polovina 2013  | 6. dubna 2014     | přibližně 2. polovina Bouře mečů a část z Hostiny pro vrány a Tance s draky |
| 5.   | 8. dubna 2014  | 2. polovina 2014  | 12. dubna 2015    | Hostina pro vrány a Tanec s draky                                           |
| 6.   | 8. dubna 2014  | 2. polovina 2015  | 24. dubna 2016    | Vichry zimy, s některými prvky Hostiny pro vrány a Tance s draky            |
| 7.   | 21. dubna 2016 | 2. polovina 2016  | 17. července 2017 | Vichry zimy a Sen o jaru                                                    |
| 8.   |                | 2. polovina 2017  | 14. dubna 2019    | Vichry zimy a Sen o jaru                                                    |

### Natáčení
Natáčení první sezóny započalo dne 26. července 2010 v Paint Hall Studios v Belfastu.

### Jazyk
Postavy seriálu ze Západozemí hovoří britskou angličtinou. Pro příklad, Eddard Stark jako Ochránce severu, kterého hraje herec Sean Bean přirozeně hovoří angličtinou se severním přízvukem, zatímco jižního lorda Tywina Lannistera můžeme slyšet hovořit jižním přízvukem.
Zatímco angličtina se používá k vyjádření společného jazyka Západozemí, vytvořili producenti umělý Dothrakský a Valyrijský jazyk na základě několika slov použitých v Martinových románech.

## Dostupnost
Původní dílo stanice HBO odvysílaly v příslušných zemích tyto televizní stanice:
| Země                 | Stanice                             |
| -------------------- | ----------------------------------- |
| Liga arabských států | OSN, MBC4                           |
| Austrálie            | Showcase                            |
| Rakousko             | Sky Atlantic HD, TNT Serie, RTL II  |
| Bangladéš            | HBO                                 |
| Belgie               | 2BE, beTV, Prime, La Deux           |
| Bosna a Hercegovina  | HBO                                 |
| Brazílie             | HBO Brazil                          |
| Bulharsko            | HBO Bulgaria                        |
| Černá Hora           | HBO                                 |
| Česko                | HBO, ČT2                            |
| Dánsko               | HBO Nordic, C More, TV3             |
| Estonsko             | Fox Life, ETV2                      |
| Finsko               | HBO Nordic, C More, Yle TV2         |
| Francie              | OCS Choc, Canal+                    |
| Chorvatsko           | HBO, HRT                            |
| Island               | Stöð 2                              |
| Indie                | HBO                                 |
| Irsko                | Sky Atlantic                        |
| Izrael               | Yes Oh                              |
| Itálie               | Sky Cinema 1, Rai 4                 |
| Japonsko             | Star Channel                        |
| Jižní Afrika         | M-Net                               |
| Jižní Korea          | SCREEN                              |
| Kanada               | HBO Canada, Super Écran, Showcase   |
| Litva                | Fox Life                            |
| Lotyšsko             | BTV                                 |
| Maďarsko             | HBO                                 |
| Malajsie             | HBO Asia                            |
| Moldavsko            | HBO                                 |
| Německo              | Sky Atlantic HD, TNT Serie, RTL II  |
| Nizozemsko           | HBO Netherlands, RTL 4              |
| Nový Zéland          | SoHo, Prime                         |
| Norsko               | HBO Nordic, C More, NRK             |
| Pákistán             | HBO Pakistan                        |
| Polsko               | HBO                                 |
| Portugalsko          | Syfy                                |
| Rumunsko             | HBO                                 |
| Rusko                | Fox Life, Ren-TV                    |
| Řecko                | NovaCinema 1, NovaCinemaHD, Skai TV |
| Severní Makedonie    | HBO                                 |
| Srbsko               | HBO                                 |
| Slovensko            | HBO                                 |
| Slovinsko            | Kanal A, HBO                        |
| Spojené království   | Sky Atlantic, Sky1                  |
| Španělsko            | Canal+, Antena 3, laSexta           |
| Švédsko              | HBO Nordic, C More, SVT1            |
| Švýcarsko            | TNT Serie, Radio Télévision Suisse  |
| Turecko              | CNBC-e, e2, STAR, tvyo              |
| Ukrajina             | TET, 1+1                            |

## Zajímavosti
- Belgický profesor matematiky hrozil studentům, že když nebudou o jeho hodinách zticha, postupně prozradí děj příští řady seriálu, který zná, protože četl Martinovy knihy.[13]
- V knižní předloze je postava Aryi Stark levačka, zatímco herečka Maisie Williamsová, která Aryu ztvárnila v seriálu, je pravoruká. V zájmu co nejvěrnějšího zpracování knihy se Williams musela naučit bojovat s mečem v levé ruce.[14]
- Seriál má nejpočetnější herecké obsazení v historii HBO projektů.
- Soundtrack k seriálu byl nahráván v Praze.
- Mnoho turistů v současnosti vyráží po stopách seriálových lokací na Maltu, Island nebo do Chorvatska a Irska.[15]
- Seriál je zřejmě nejvíce nelegálně stahovaný seriál, jenom sedmá řada seriálu zaznamenala přes milardu nelegálních stažení či nelegálních zhlédnutí.[16]